# A szerelem foglyai
A szerelem foglyai (Eredeti címén: Prisionera, fordítás szerint: „Fogoly”) egy 2004-es kolumbiai teleregény, amelyet az amerikai székhelyű Telemundo és az RTI Columbia készített. A 180 epizódból álló sorozat alkotója Humberto „Kiko” Olivieri, főszereplői Gabriela Spanic, Mauricio Islas, és Gabriel Porras. A Prisionera az 1981-es venezuelai María Fernanda, és az 1993-as kolumbiai Pasiones secretas című sorozatok feldolgozása. Magyarországon – csaknem 10 évvel az eredeti vetítés után – 2015. március 16-án tűzte műsorra az RTL Klub.

## Történet
|  | Alább a cselekmény részletei következnek! |

A történet egy kis mexikói városban kezdődik. Ernesto Ríobueno egy fiatal marhakereskedő, aki megerőszakolja a mindössze 13 éves Guadalupe Santost. Amikor Guadalupe magához tér, maga mellett találja Ernesto holttestét, és egy pisztolyt a kezében. A lány nem tudja, mi történt, ezért elmenekül a helyszínről, de órákkal később a rendőrség elfogja, gyilkossággal vádolják és börtönbe zárják. Lupe a börtönben életet ad lányának, Libertadnak, aki annak az embernek a lánya, aki kihasználta őt. Guadalupe nővérére, Milagrosra bízza lányát addig, míg ő ki nem szabadul a börtönből.
Guadalupe kénytelen megszökni a börtönből, és menekülés közben átlépi az Egyesült Államok határát. Itt ismerkedik meg Daniel Moncadával, aki ismeretlenül is segít neki a szökésben. Lupe és Daniel egymásba szeretnek, azonban nem is sejtik, hogy a sors milyen játékot űz velük: Daniel bátyja Ernesto, akinek megölésével Lupét gyanúsítják. Egy őrült pillanatában Daniel házasságot ajánl Lupénak, és majdnem össze is házasodnak, amikor megjelenik Nacha, Lupe egyik barátnője a börtönből, aki szintén szökésben van. A lány rádöbbenti Guadalupét, hogy azzal, ha hozzámenne Danielhez, tönkretenné a férfi életét.
Lupe szembenéz a valósággal, és elhagyja Danielt, miközben rájön, hogy életének egyetlen célja megtalálni a lányát, Libertadot. Guadalupe visszatér Mexikóba, és a Salvatierra birtokra siet, ahol rájön, hogy Milagros „ellopta” lányát, sajátjaként tüntetve fel, férjének, a gazdag földbirtokos Panchonak azt hazudva, hogy Libertad az ő lánya.
Miután rájön az igazságra, Lupe úgy dönt, hogy hallgat, és a Salvatierra-házban marad, mint alkalmazott, hogy a lánya közelében legyen, és elnyerje a szeretetét. Időközben újra feltűnik Daniel, és Lupe megtudja, hogy lánya is szerelmes a férfiba, így Libertad gyűlöletével is szembe kell néznie.
|  | Itt a vége a cselekmény részletezésének! |

## Szereplők
| Szerepnév                                               | Színész(nő)                     | Magyar Hang                   |
| ------------------------------------------------------- | ------------------------------- | ----------------------------- |
| Guadalupe Santos                                        | Gabriela Spanic                 | Orosz Anna                    |
| Daniel Moncada                                          | Mauricio Islas / Gabriel Porras | Posta Victor                  |
| Milagros Santos de Salvatierra                          | Gabriela Roel                   | Peller Mariann / Peller Anna  |
| Rodolfo Russián                                         | Daniel Lugo                     | Forgács Gábor                 |
| Francisco «Pancho» Salvatierra                          | Ricardo Dalmacci                | Bardóczy Attila               |
| Rosalía Ríobueno                                        | Zully Montero                   | Andresz Kati                  |
| Lucero «Lulú» Ríobueno                                  | Diana Quijano                   | Németh Kriszta                |
| Tuerta                                                  | Marisela González               | Sági Tímea                    |
| Libertad Salvatierra Santos / Guadalupe Santos (fiatal) | Génesis Rodríguez               | Laudon Andrea / Czető Zsanett |
| Jennifer Robinson                                       | Yina Vélez                      | Bognár Anna                   |
| Luis «Lucho» Villa                                      | César Román Bolívar             | Gacsal Ádám                   |
| Maté                                                    | Griselda Nogueras               | Rátonyi Hajni                 |
| Antonio atya                                            | Gerardo Riverón                 | Borbély Sándor                |
| Mercedes Reyes                                          | Martha Mijares                  | Kocsis Judit                  |
| Maximo Gallardo                                         | Roberto Levermann               | Szkárosi Márk                 |
| Tatam                                                   | William Colmenares              |                               |
| Adela Reyes                                             | Carla Rodríguez                 | Hábermann Lívia               |
| Cobra                                                   | Carlos Miguel Caballero         | Gubányi György                |
| Monalisa García                                         | Liz Gallardo                    | Andrádi Zsanett               |
| Ignacia «Nacha» Vergara                                 | Jullye Giliberti                | Kis-Kovács Luca               |
| Patricia «Patty» Salvatierra                            | Rebeka Montoya                  | Sallai Nóra                   |
| Berenice Reyes                                          | Marcela Serna                   | Lamboni Anna                  |
| Ronaldo «Rony» Simancas                                 | Alejandro Chabán                | Pálmai Szabolcs               |
| Sandy Simancas                                          | Patricia Álvarez                | Dudás Eszter                  |
| Ricardo Montenegro                                      | Jorge Martínez                  | Rosta Sándor                  |
| Santiago Mesa                                           | Ricardo Chávez                  | Galbenisz Tomasz              |
| Teodoro «Teddy» Villamizar                              | Yaxkin Santalucía               | Markovics Tamás               |
| Emilia nővér                                            | Jana Martínez                   | Bozó Andrea                   |
| Inocencio Ramírez                                       | Nelson Díaz                     |                               |
| Otilia                                                  | Alcira Gil                      | Farkasinszky Edit             |
| Emilia Robinson őrmester                                | Bettina Grand                   | Grúber Zita                   |
| Enrique/Ernesto Ríobueno                                | Félix Loreto                    | Bordás János                  |
| Richard                                                 | José Luis Navas                 |                               |
| Manuel                                                  | Calo Rodríguez                  |                               |
| Carmela                                                 | Gwendy Rodríguez                |                               |
| Tarántula                                               | Rosalinda Rodríguez             | Sipos Eszter Anna             |
| Caridad                                                 | Yarida Santana                  |                               |
| Dr. Alberti                                             | Gonzalo Vivanco                 | Kapácsy Miklós                |

## Érdekesség
- A sorozat forgatását különböző incidensek nehezítették, kiderült ugyanis, hogy Mauricio Islas és az akkor még fiatalkorú Génesis Rodríguez szexuális kapcsolatot létesítettek egymással. Mauricio Islas bíróság elé került fiatalkorú megrontása miatt, a Telemundo pedig úgy döntött, hogy a színészt kiteszik a sorozatból, helyét pedig Gabriel Porras vette át.[3][4]

## Külső hivatkozások
- Prisionera az EsMás.com-on Archiválva 2009. május 5-i dátummal a Wayback Machine-ben
- Sablon:Filminkek
- Prisionera a todotnv.com-on
- Prisionera – Alma Latina
- Prisionera galéria